# 呂宋助左衛門
呂宋助左衛門（1565年—？）又名納屋助左衛門、菜屋助左衛門，是日本戰國時代和泉國堺的貿易商人。其父為堺的青果商店夥計納屋才助(納屋才=八百屋、青屋，商店下層工人以X助、X吉稱呼，沒有完整的名字)。

## 生平
根據《太閤記》等史料記載，納屋助左衛門最初在納屋眾今井宗久的菜屋、魚屋工作，後來渡海到達呂宋，在臺灣從事瓷器貿易，獲得巨大利潤，成為大富翁。約在1593年或1594年之間，納屋助左衛門回到日本，改名呂宋助左衛門。《太閤記》載文祿3年（1594年）7月20日，呂宋助左衛門向豐臣秀吉進獻蠟燭1000挺、麝香二疋、真壺(月港出口的的葉茶壺，日人稱呂宋壺)五十個、唐傘等珍品。秀吉大喜，將呂宋壺分賜諸大名，並保護呂宋助左衛門的貿易，使他成為活躍於日本的豪商。當時日本茶道大師千利休曾從呂宋助左衛門處購得一些間接從月港而來的明代茶器。因當時日本的陶藝品相對落後，兩人合謀將大明及高麗的日常茶器當作高級品在日本出售，尤其是以武士及公家階層當作主要顧客群，被發覺後助左衛門逃走、千利休被命令蟄居後切腹。
呂宋助左衛門在堺為自己建立了一座十分豪華的和式住宅，過著十分奢侈的生活。這引起了一些權貴的不滿。1598年，文治派石田三成向豐臣秀吉進讒，秀吉以其邸宅超越其身分為由，決定沒收他的別墅。呂宋助左衛門事先得知了這件事，將自己的邸宅和財產捐給大安寺(寄進、寄付為捐獻之意，後成為堺市大安寺)，自己則逃出日本，避難于呂宋的一個日本人街(日本人町)裡，成為海盜。另一種說法是，呂宋助左衛門所獻的呂宋壺實為當地人的夜壺，然而豐臣秀吉卻把它當作珍貴茶壺使用。後來秀吉得知真相大為光火，欲懲罰助左衛門。助左衛門遂流亡呂宋。
1607年，西班牙的勢力進入柬埔寨後，呂宋助左衛門前往柬埔寨。他得到了國王的信任，並在當地經商，再次成為富商。此後的事蹟不詳，相傳其墓地在堺市的大安寺。今日本堺市和菲律賓馬尼拉市都有呂宋助左衛門的銅像。

## 登場作品
- 黃金的日子（黄金の日日），城山三郎所著的小說，呂宋助左衛門以主人公身份登場。
- 黃金的日子（黄金の日日），以呂宋助左衛門為主人公的NHK大河劇。
- 日本遊戲太閤立志傳系列，遊戲開始時以五個主人公中的一個身份登場。
- 大盜賊，1963年谷口千吉導演作品。
- 真田丸，2016年NHK大河劇。